# Прииртышское (Павлодарская область)
Прииртышское (каз. Прииртышское) — село в Железинском районе Павлодарской области Казахстана. Расположено на правом берегу Иртыша, в 215 км к северо-западу от областного центра — Павлодара и в 23 км к северу от районного центра — Железинки. Административный центр Прииртышского сельского округа. Код КАТО — 554259100.

## История
Село было центральной усадьбой бывшего мясомолочного и зернового совхоза «Прииртышский», образованного в 1930 году. В 1941 году из совхоза «Прииртышский» выделился совхоз «Урлютюбинский». В 1961 году в состав совхоза вошёл колхоз «Большевик».

## Население
В 1985 году в селе жили 1228 человек. В 1999 году население села составляло 1053 человека (522 мужчины и 531 женщина). По данным переписи 2009 года, в селе проживало 796 человек (391 мужчина и 405 женщин).